# Carli Lloyd
Carli Anne Lloyd Hollins (* 16. Juli 1982 in Delran Township, Burlington County, New Jersey) ist eine ehemalige US-amerikanische Fußballspielerin. Sie bestritt von 2005 bis 2021 insgesamt 316 Spiele und erzielte 134 Tore für die US-amerikanische Nationalmannschaft. Am 10. April 2021 feierte sie ihren 300. Länderspieleinsatz. Nach dem Gewinn der Weltmeisterschaft 2015 wurde sie zur besten Spielerin des Turniers sowie 2015 und 2016 zur Weltfußballerin des Jahres gewählt. Außerdem war sie 2015 zum zweiten Mal nach 2008 Fußballerin des Jahres in den USA. 2019 verteidigte sie mit ihrer Mannschaft den WM-Titel.

## Leben und Karriere

### Vereine

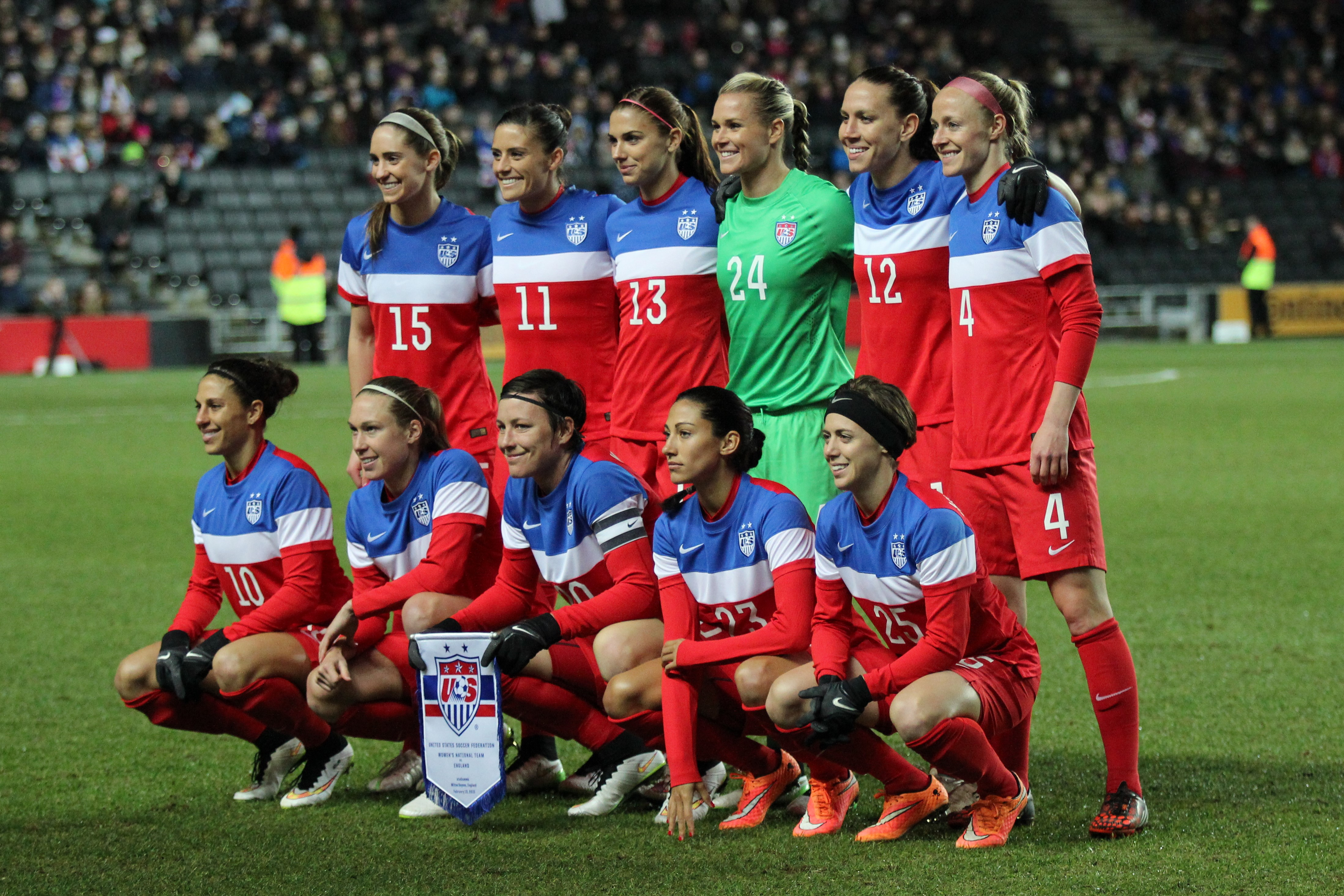
Lloyd (Nr. 10) mit der US-Nationalmannschaft vor dem Spiel gegen England am 13. Februar 2015

Während ihrer High-School-Zeit in Delran spielte sie für ihr High-School-Team. Noch während der High-School-Zeit spielte sie zudem in der W-League für Central Jersey Splash, New Brunswick Power und South Jersey Banshees, nach Einschreibung an der Rutgers University für die Rutgers Scarlet Knights und einmal für die New Jersey Wildcats.
In der Saison 2009 spielte sie in der Women’s Professional Soccer für die Chicago Red Stars, für die sie in 16 Spielen zwei Tore erzielte.
Am 17. Dezember 2010 unterschrieb sie bei Atlanta Beat, für die sie in der WPS-Saison 2011 spielte.
Von 2013 bis 2014 spielte sie in der neugegründeten National Women’s Soccer League, der höchsten amerikanischen Profiliga im Frauenfußball, für Western New York Flash. Zur Saison 2015 wechselte sie im Tausch für Becky Edwards und Whitney Engen zum Ligakonkurrenten Houston Dash.
Am 15. Februar 2017 unterschrieb Lloyd einen bis Juni 2017 laufenden Leihvertrag beim Manchester City WFC. Mit den Citizens wurde sie englischer Vizemeister und gewann ihren einzigen Vereinstitel, den FA Women’s Cup. Dabei erzielte sie ein Tor beim 4:1-Finalsieg gegen Birmingham. In der UEFA Women’s Champions League 2016/17 bestritt sie vier Spiele im Viertel- und Halbfinale. Dabei erzielte sie bei den 1:0-Auswärtssiegen gegen Fortuna Hjørring und Olympique Lyon die Siegtore. Da aber das Halbfinalheimspiel gegen Lyon mit 1:3 verloren wurde, schieden die Citizens aus. Nach dem Ende der englischen Saison kehrte sie zu Houston Dash zurück und beendete dort die Saison auf dem achten Platz.
Zur Saison 2018 wechselte sie gemeinsam mit ihrer Mitspielerin Janine Beckie zum Sky Blue FC. Mit dem Team belegte sie nur den letzten Platz, wurde aber dennoch in die NWSL Second XI gewählt. In der Saison 2021 trat der Verein als NJ/NY Gotham FC an und erreichte im NWSL Challenge Cup 2021 das Finale, verlor dies aber im Elfmeterschießen gegen den Portland Thorns FC nach dem Lloyd in der regulären Spielzeit die Führung der Thorns egalisiert hatte. In der National Women’s Soccer League 2021 wurden die Playoffs erreicht, wo sie aber in der ersten Runde ausschieden. Am Ende der Saison beendete Lloyd ihre Karriere.

### Nationalmannschaften
Mit der U-21-Nationalmannschaft nahm sie viermal am Nordic Cup teil, den die USA jeweils gewannen.
Nachdem sie schon 2004 mit der A-Nationalmannschaft für die Olympischen Spiele in Athen trainierte, machte sie am 10. Juli 2005 ihr erstes A-Länderspiel beim 7:0 gegen die Ukraine, eine der beiden höchsten Niederlagen der Ukraine. Das erste Länderspieltor war das 8:0 am 1. Oktober 2006 beim 10:0-Sieg gegen Taiwan.
Das Jahr 2007 begann für sie mit dem Gewinn des Algarve-Cups, bei dem sie in jedem der vier Spiele ein Tor erzielte und dadurch Torschützenkönigin und beste Spielerin des Turniers wurde. Bei der WM 2007 kam sie in den ersten fünf Spielen zum Einsatz, sie wurde nur beim abschließenden Spiel um Platz 3 nicht eingesetzt. 2008 konnte sie den Gewinn des Algarve Cups wiederholen und dabei ein Tor im ersten Spiel gegen China erzielen. Bei den Olympischen Spielen in Peking erzielte sie im Finale in der Verlängerung das entscheidende Tor zum 1:0-Sieg gegen Brasilien und wurde daraufhin zur Fußballerin des Jahres in den USA gewählt. Auch im Gruppenspiel gegen Japan hatte sie das einzige Tor zum 1:0-Sieg erzielt.
Obwohl sie in der WPS-Saison früh einen Knöchelbruch erlitt und nur fünf Spiele für Sky Blue FC bestreiten konnte, kam sie 2010 in 15 Länderspielen zum Einsatz und beim Algarve-Cup 2010 erzielte sie beim 3:2-Finalsieg gegen Deutschland das erste Tor.
Für den CONCACAF Women’s Gold Cup 2010, bei dem die US-Mannschaft als Dritter die direkte Qualifikation für die WM 2011 verpasste, war sie wieder fit und kam in allen fünf Spielen zum Einsatz. Im mit 1:2 gegen Mexiko verlorenen Halbfinale erzielte sie das Tor für die USA. Bei den dadurch notwendigen Playoff-Spielen gegen Italien bestritt sie im Rückspiel ihr 100. Länderspiel.
Lloyd gehörte zum Kader der USA für die Weltmeisterschaft 2011 in Deutschland. Im zweiten WM-Spiel erzielte sie gegen Kolumbien in der 57. Minute das Tor zum 3:0-Endstand und wurde als Spielerin des Spiels ausgezeichnet. Im Viertelfinale gegen Brasilien, das die USA nach einem 2:2 nach Verlängerung mit 5:3 im Elfmeterschießen gewannen, verwandelte sie im Elfmeterschießen den zweiten Elfmeter für das US-Team.
Nach dem Halbfinalsieg gegen Frankreich stand sie im Finale gegen Japan. Nachdem es nach Verlängerung 2:2 stand, musste erneut das Elfmeterschießen entscheiden. Hier trat Lloyd als zweite US-Schützin an, schoss aber über das Tor. Da zuvor auch Shannon Boxx und später Tobin Heath ihre Versuche nicht verwandelten, ging das Elfmeterschießen mit 3:1 an Japan und das US-Team gewann Silber.
Am 24. Januar 2012 erzielte sie drei Tore beim 4:0-Sieg gegen Mexiko im Rahmen des Qualifikations-Turniers für die Olympischen Spiele.
Lloyd stand im Kader für das olympische Fußballturnier in London und wurde in allen sechs Spielen eingesetzt. Im Finale gegen Japan am 9. August 2012 erzielte sie beide Tore für die USA. Sie ist damit die zweite Spielerin nach Tiffeny Milbrett, die drei Tore in Olympischen Finalspielen erzielte. Insgesamt erzielte sie 6 Tore bei Olympischen Spielen und ist damit zweitbeste Torschützin des US-Teams bei Olympischen Spielen. Durch den 2:1-Sieg gewann sie zum zweiten Mal die Goldmedaille.
Am 12. Dezember machte sie beim 4:0-Sieg gegen China ihr 150. Länderspiel und erzielte dabei das zwischenzeitliche 2:0.
Am 10. November 2013 erhielt sie beim 4:1 gegen Brasilien in der zweiten Minute der Nachspielzeit die Gelb-Rote Karte und wurde beim nächsten Freundschaftsspiel nicht eingesetzt.
Am 10. April 2014 erzielte sie beim 3:0-Sieg gegen China zwei Tore, darunter ihr 50. Länderspieltor.

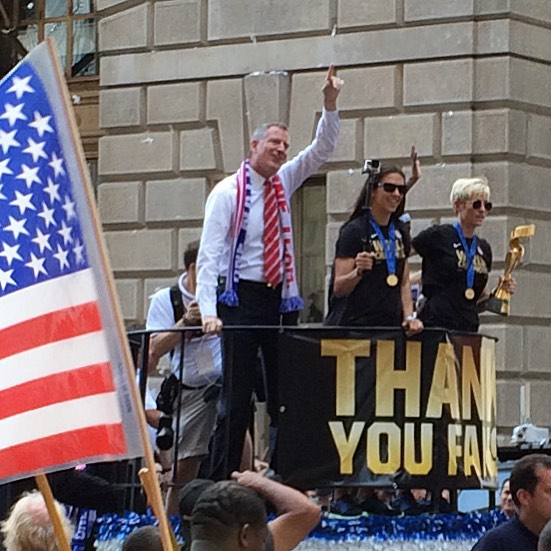
Siegesfeier nach der gewonnenen WM 2015, Carli Lloyd (mittig) mit New Yorks Bürgermeister De Blasio und Megan Rapinoe

Sie gehörte auch zum Kader der USA für die WM 2015 in Kanada. Sie kam in allen sieben Spielen zum Einsatz, wobei sie die Mannschaft viermal als Kapitänin aufs Spielfeld führte, da die eigentliche Kapitänin Christie Rampone und die erste Ersatzkapitänin Abby Wambach nicht eingesetzt wurden oder nicht in der Startelf standen. Am 26. Juni 2015 machte sie im Viertelfinale der WM 2015 gegen China ihr 200. Länderspiel und erzielte dabei den 1:0-Siegtreffer. Im Halbfinale gegen Deutschland wurde ihre Mitspielerin Alex Morgan in der 69. Minute an der Strafraumgrenze gefoult, worauf die Schiedsrichterin Foulelfmeter gab, den Lloyd zum 1:0 verwandelte. Anschließend bereitete sie auch das 2:0 durch Kelley O’Hara vor, die damit ihr erstes Länderspieltor erzielte.
Im Finale gegen Japan erzielte sie beim 5:2-Sieg drei Tore, darunter die ersten beiden in der 3. und 5. Minute sowie das Tor zum 4:0 durch einen Schuss von der Mittellinie. Letzteres wurde zum schönsten Tor des Turniers gewählt und später in die Auswahl zum „FIFA Puskas Award“ aufgenommen. Lloyd hält nun die Rekorde für das früheste (3. Minute) und die meisten (drei) Tore in einem WM-Finale der Frauen. Sie wurde anschließend als beste Spielerin der WM mit dem „Goldenen Ball“ ausgezeichnet sowie als zweitbeste Torschützin – aufgrund der höheren Einsatzzeit bei gleicher Trefferzahl – mit dem „Silbernen Schuh“. Am 11. Januar 2016 wurde sie auf der FIFA Ballon d’Or Gala in Zürich als Weltfußballerin des Jahres ausgezeichnet.
Im Januar 2016 wurde sie zusammen mit Becky Sauerbrunn „Team Captain“ der US-Nationalmannschaft. Schon zuvor hatte sie auf Grund der Verletzungen von Christie Rampone die Funktion mehrmals ausgeübt.
Sie gehörte zum Kader für das Qualifikationsturnier für die Olympischen Sommerspiele 2016, das die USA gewannen. Dabei kam sie in allen fünf Spielen zum Einsatz, wobei sie außer im Finale jeweils ein Tor erzielte, darunter im Gruppenspiel gegen Mexiko das einzige Tor des Spiels. Sie wurde als eine der beiden besten Stürmerinnen ins Allstar-Team des Turniers gewählt.
Bei den Olympischen Spielen war sie Kapitänin der US-Mannschaft, die erstmals das Viertelfinale nicht überstand, da sie dort im Elfmeterschießen den von der ehemaligen US-Nationaltrainerin Pia Sundhage trainierten Schwedinnen unterlag.
Am 8. April 2018 erzielte sie beim 6:2 gegen Mexiko mit dem Tor zum zwischenzeitlichen 3:2 als sechste US-Spielerin ihr 100. Länderspieltor. Insgesamt kam sie 2018 auf 19 Länderspiele, darunter ihr 250. am 7. März 2018 beim 1:0 gegen England, wodurch die USA zum zweiten Mal den SheBelieves Cup gewannen. Allerdings stand sie nur noch fünfmal in der Startelf, so auch beim gewonnenen Tournament of Nations 2018, wo sie nur 30 Einsatzminuten hatte. Beim gewonnenen CONCACAF Women’s Gold Cup 2018 stand sie nur beim 5:0 im zweiten Gruppenspiel gegen Panama in der Startelf, erzielte dabei aber drei Tore. Durch den Sieg beim Gold Cup qualifizierten sich die USA für die WM 2019. Im WM-Jahr stand sie in den ersten sieben Spielen des Jahres nur einmal in der Startelf und wurde fünfmal eingewechselt, so auch beim SheBelieves Cup, wo sie nur zehn Einsatzminuten hatte. Am 1. Mai 2019 wurde sie für die WM 2019 nominiert und damit für ihre vierte WM. Bei der WM gehörte sie zu den vier Spielerinnen des Kaders, die in allen sieben Spielen eingesetzt wurden. Sie spielte aber nur im zweiten Gruppenspiel gegen Chile über 90 Minuten, als die meisten Stammspielerinnen nicht eingesetzt wurden. In den anderen Spielen wurde sie zumeist gegen Spielende eingewechselt und kam in diesen auf weitere 103 Einsatzminuten. Ihr Torkonto erhöhte sie um drei Tore auf nun zehn WM-Tore, womit sie nun zu den elf Spielerinnen mit mindestens zehn WM-Toren gehört. Zudem liegt sie nun zusammen mit Abby Wambach mit insgesamt 25 WM-Spielen auf dem dritten Platz der Spielerinnen mit den meisten WM-Spielen. Durch ihren dreiminütigen Einsatz im Finale gehört sie zu den sechs Spielerinnen, die in drei WM-Endspielen standen.
Am 10. April 2021 bestritt sie beim 1:1 gegen Schweden als dritte US-Amerikanerin ihr 300. Länderspiel.
Seit ihrem 277. Länderspiel lag sie auf dem 3. Platz der Rekordspielerinnenliste der USA.
Am 23. Juni 2021 wurde sie für die wegen der COVID-19-Pandemie um ein Jahr verschobenen Olympischen Spiele nominiert. Bei den Spielen wurde sie je dreimal für Alex Morgan ein- und ausgewechselt. Im ersten Gruppenspiel gegen Schweden, das nach 44 Spielen ohne Niederlage mit 0:3 verloren wurde, wurde sie zur zweiten Halbzeit beim Stand von 0:1 eingewechselt. Im zweiten Spiel gegen Neuseeland, das 6:1 gewonnen wurde, stand sie in der Startelf und wurde nach 74 Minuten beim Stand von 3:1 ausgewechselt. Beim anschließenden torlosen Remis gegen Australien wurde sie dagegen nach 74 Minuten eingewechselt. Im Viertelfinale gegen Europameister Niederlande stand sie in der Startelf, wurde aber beim Stand von 2:2 in der 58. Minute eingewechselt. Da es nach 120 Minuten immer noch 2:2 stand, kam es zum Elfmeterschießen. Da vier ihrer Mitspielerinnen ihren Elfmeter verwandelten und ihre Torhüterin zwei Elfmeter halten konnte, erreichten sie das Halbfinale. Hier wurde sie nach einer Stunde beim Stand von 0:0 eingewechselt, verlor das Spiel mit ihrer Mannschaft mit 0:1 gegen die Kanadierinnen, die damit erstmals in ein großes Finale einzogen. Im Spiel um die Bronzemedaille gegen Australien, das mit 4:3 gewonnen wurde, stand sie in der Startelf, erzielte die Tore zum 3:1 und 4:1 und wurde in der 81. Minute ausgewechselt. Mit dem Spiel, ihrem 312. Länderspiel überholte sie Christie Pearce in der Liste der Spielerinnen mit den meisten Länderspielen. Nur Kristine Lilly hat mehr Länderspiele (354) als sie bestritten.
Mit 18 Spielen ist sie Rekordspielerin des SheBelieves Cup und damit die einzige Spielerin, die in allen Spielen der USA bei diesem seit 2016 im Frühjahr ausgetragenen Turnier eingesetzt wurde.
Von den derzeit aktiven Spielerinnen hat keine Spielerin mehr Länderspiele bestritten. Mit ihren 134 Länderspieltoren ist sie drittbeste Torschützin der USA.
Am 16. August 2021 gab sie das Ende ihrer Länderspielkarriere nach den Spielen im September und Oktober bekannt.

### Persönliches
Im November 2016 heiratete Lloyd in Puerto Morelos, Mexiko ihren langjährigen Freund und Golfprofi Brian Hollins. Im Oktober 2024 kam ihre gemeinsame Tochter zur Welt.

## Erfolge
- Weltmeisterin: 2015, 2019
- Olympiasiegerin 2008, 2012
- WM-Zweite: 2011
- WM-Dritte: 2007
- Algarve-Cup-Siegerin 2007, 2008, 2010, 2015
- Algarve-Cup-Torschützenkönigin 2007
- 2014: Sieg beim CONCACAF Women’s Gold Cup 2014
- Torschützenkönigin beim Vier-Nationen-Turnier in Brasilien 2014
- Sieg beim Qualifikationsturnier für die Olympischen Spiele 2016
- Siegerin des SheBelieves Cup 2016, 2018 und 2020
- FA-Women’s-Cup-Siegerin 2017 (Manchester City)
- Olympische Spiele 2020: Bronzemedaille

## Auszeichnungen
- Weltfußballerin des Jahres: 2015, 2016
- CONCACAF-Spielerin des Jahres: 2015
- Fußballerin des Jahres in den USA: 2008, 2015
- Beste Spielerin des Algarve-Cups: 2007
- Beste Spielerin beim CONCACAF Women’s Gold Cup: 2014
- Goldener Ball als beste Spielerin der Weltmeisterschaft: 2015[35]
- Silberner Schuh als zweitbeste Torschützin der Weltmeisterschaft: 2015[36]
- Aufnahme in die Weltauswahl: 2015[37]
- Wahl in die NWSL Second XI 2015 und 2018[38]